# Compagnie de Rouen (Nouvelle-France)
Pour les articles homonymes, voir Compagnie de Rouen.
Sous les auspices du prince de Condé, vice-roi de Nouvelle-France (1612-1620), Samuel de Champlain forma la Compagnie des marchands de Rouen et de Saint-Malo, composée de marchands, qui promettait de prendre à cœur les intérêts de la colonie (1614). Cette compagnie, au lieu de coloniser le Canada, ne s’occupa guère que de la traite des fourrures pendant onze ans.

## Origine
La Compagnie des marchands de Rouen et de Saint-Malo, appelée Compagnie de Rouen, est créée en 1614 grâce à l'association de Samuel de Champlain et de marchands rouennais.
La vocation de cette compagnie est de développer la colonisation de la Nouvelle-France en versant un tribut de 1 000 écus par an au vice-roi et en installant 6 familles par printemps. En échange, elle bénéficie du monopole de la fourrure pendant 11 années.

## Suite et fin
La Compagnie, à laquelle est reproché de favoriser ses intérêts financiers au détriment de la colonie, va connaitre dès 1621 la perte du son monopole commercial au profit de la Compagnie de Montmorency.
En juillet 1621, le père Georges le Baillif est envoyé à Tadoussac pour négocier une entente entre ces deux compagnies, qui seront finalement fusionnées en 1627 pour créer la Compagnie des Cent Associés.

## Sources
- Bernard Allaire, Pelleteries, manchons et chapeaux de castors: les fourrures nord-américaines à Paris, Québec, Septentrion / Paris, PUPS, 1999, p. 78 et suivantes.
- Histoire du Canada, par les Frères des Écoles chrétiennes, cours moyen, 1916.
- Il y a 400 ans : création de la Compagnie des marchands de Rouen et de Saint-Malo.